# Сухов, Константин Васильевич
Константин Васильевич Сухов (1923—2003) — командир эскадрильи 16-го гвардейского истребительного авиационного полка, 9-й гвардейской истребительной авиационной дивизии, 6-го гвардейского истребительного авиационного корпуса, 2-й воздушной армии, 1-го Украинского фронта. Герой Советского Союза.

## Биография

### Рождение, ранние годы
Родился в семье кубанского казака Василия Кузьмича Сухова, ставшего прототипом красноармейца Сухова в фильме «Белое солнце пустыни». Русский.
8 классов школы окончил в городе Новочеркасске, затем аэроклуб в Ростове-на-Дону. Жил в городе Новочеркасске Ростовской области, работал фотографом.
В РККА с 1940 года. В 1942 году окончил Ейское военно-морское авиационное училище лётчиков имени Сталина. Член КПСС с 1943 года.

### Участие вВеликой Отечественной войне
Участник Великой Отечественной войны с сентября 1942 года. С марта 1943 года служил рядовым лётчиком в составе 84-го истребительного авиационного полка. С мая 1943 года по май 1945 года проходил службу в 16-м гвардейском ИАП. В 16-м ГвИАП служил под командованием прославленного аса Александра Покрышкина. Прошёл путь от рядового лётчика до командира эскадрильи. Окончание войны встретил в Берлине. Всего во время войны совершил 297 боевых вылетов. Участвовал в 68 воздушных боях. Лично сбил 22 самолёта противника.
25 февраля 1945 года в районе Бунцлау Сухов сбил 4 вражеских самолёта: 2 корректировщика FW-189 и 2 истребителя FW-190. Причём два из них он сбил фактически с одной быстрой и неожиданной, ювелирно проведённой атаки. Однако и машина Сухова была подбита, но ему удалось привести и посадить истребитель на свой аэродром.

### После войны
После войны продолжал служить в ВВС. В 1951 году окончил командный факультет Краснознамённой Военно-воздушной академии. Служил на командных и штабных должностях в Войсках ПВО, в 151-м ВАУЛ (Сызрань).
Освоил самолёты У-2, УТ-1, УТ-2, Як-11, Як-18, Як-20, АТ-6, УТИ-4, И-16, «Спитфайр» Mk.Vb, P-39, P-63, Як-17У, Як-17, МиГ-15, МиГ-17, МиГ-21, Су-9.
В 1973—1975 годах был военным советником по боевому применению начальника Центрального командного пункта войск ПВО и ВВС Сирийской Арабской Республики. Принимал участие в арабо-израильской войне 1973—1974 годов.
С 1975 года гвардии полковник Сухов в запасе. Жил в Киеве. Автор книги «Эскадрилья ведёт бой».
Умер 15 сентября 2003 года. Похоронен в колумбарии Байкового кладбища вместе с женой.

## Награды
- Звание Героя Советского Союза присвоено 27 июня 1945 года за 250 боевых вылетов, 46 воздушных боёв и 20 лично сбитых самолётов противника (медаль «Золотая Звезда» № 8023).

- Медаль «Золотая Звезда» Героя Советского Союза № 7994 (27.06.1945).[3]
- Орден Ленина (27.06.1945).[3]
- орденами Красного Знамени(6.11.1943)<[4]
- орденами Красного Знамени(8.3.1945)<[5]
- орденами Красного Знамени(25.9.1944)[5]
- орден Александра Невского(12.5.1945)[6]
- Орден Отечественной войны 1 степени (11.03.1985)[7]

- Орден Красной Звезды (30.4.1943)[8]
- орденом «За службу родине в Вооружённых Силах СССР» 3 степени

- «В ознаменование 100-летия со дня рождения Владимира Ильича Ленина» (6 апреля 1970)
- «За победу над Германией в Великой Отечественной войне 1941—1945 гг.» (9.5.1945)
- «20 лет Победы в Великой Отечественной войне 1941—1945 гг.» (7 мая 1965[9])
- «30 лет Победы в Великой Отечественной войне 1941—1945 гг.»[10]
- Медаль «Сорок лет Победы в Великой Отечественной войне 1941—1945 гг.»[11]
- Юбилейная медаль «50 лет Победы в Великой Отечественной войне 1941—1945 гг.»[12]
- «Ветеран труда»
- «30 лет Советской Армии и Флота»[13]
- «40 лет Вооружённых Сил СССР»[14]
- «50 лет Вооружённых Сил СССР» (26 декабря 1967[15])
- «60 лет Вооружённых Сил СССР» (28 января 1978[16])
- Знак «25 лет победы в Великой Отечественной войне» (1970)

- сирийскими орденами «За боевую Признательность» 1 и 2 степеней, «За боевую подготовку» 1 степени, медалью «За участие в Арабской Освободительной войне 1973—1974 гг.» и другими медалями.

## Сочинения
- Сухов, Константин. Эскадрилья ведёт бой. — М.: ДОСААФ, 1983. — 320 с.

## Память
- В Новочеркасске Герою установлена мемориальная доска.
- Мемориальная доска в память о Сухове установлена Российским военно-историческим обществом на здании Новочеркасской средней школы № 3, где он учился.